# Saskatchewan Highway 913
Highway 913 je silnice v kanadské provincii Saskatchewanu. Vede od silnice Highway 120 k silnici Highway 106. Highway 106 se běžně nazývá také Hanson Lake Road či Hanson Lake Highway. Jižní konec se nalézá 9,9 kilometrů severně od provinčního parku Candle Lake Provincial Park a severní konec se nalézá v provinčním parku Narrow Hills Provincial Park 15,2 kilometru severně od oblasti tábořišť tohoto parku. Highway 913 je asi 65,1 kilometrů (40,45 mil) dlouhá. Je také napojena na silnici Highway 963. Po 41,2 kilometrech je souběžná se silnicí Highway 912 na úseku asi 5 kilometrů dlouhém. Silnice Highway 913 je na celé své délce štěrková.
Oblast, kterou silnice prochází, je celá porostlá severským jehličnatým lesem, a to stálezelenými jehličnany, topoly a břízami. Ze začátku silnice obchází západní perimetr jezera White Gull a kopce Cub Hills, pak meandruje kolem jihovýchodních břehů jezer Whiteswan. Na jižní konci jezer Whiteswan se rozkládá Whelan Bay. Jezero White Swan, kde se nachází oblastní park White Swan Lake Resort,[nedostupný zdroj] Nature's Haven Lodge  and cottages. 

## Popis trasy
Silnice začíná křižovatkou se silnicí Highway 120 v oblasti jezera White Gull. Nejprve směřuje na severozápad směrem k obci Whelan Bay. Silnice 913 v první míli své délky protíná dvě nepojmenované silničku, jen nedaleko od jezera White Gull. Těsně před tím, než se silnice Highway 913 stočí k severovýchodu, vede souběžně s ní další nepojmenovaná silnička. Pak silnice Highway 913 prochází na západ od jezera White Gull skrz kopce Cub Hills, směřujíc dál na sever. Dalších několik nepojmenovaných cest kříží silnici Highway Route 913, když pokračuje na sever k obci Whelan Bay.
Silnice přichází k Whelan Bay z jihu a prochází obcí, aby se na 12. míli stočila na severovýchod. Stáčí se opět na sever a míjí jezero White Swan na západ od ní. Pak se stáčí na východ a kříží silnici Highway 912 na 26. míli. Tyto dvě silnice chvíli postupují souběžně a vedou na východ směrem k silnici Highway 106 a provinčnímu parku Narrow Hills Provincial Park. Silnice Highway 912 se pak stáčí na jihovýchod na 31. míli a Highway 913 pokračuje na východ, přičemž prochází kopci a přichází k silnici Highway 106 v provinčním parku Narrow Hills Provincial Park.

## Historie
Silnice Highway 913 se v září 2004 stala částí objížďky, když saskatchewanská vláda zastavila provoz na blízké silnici Saskatchewan Highway 165 kvůli rekonstrukci. Ta byla ukončena 21. září 2004.